# Julius Nighbor
Temple de la renommée : 1947
Julius Francis Nighbor, dit Frank Nighbor, (né le 26 janvier 1893 à Pembroke ville de l'Ontario au Canada — mort le 13 avril 1966 également à Pembroke) est un joueur professionnel de hockey sur glace du début du XXe siècle,. Il a marqué les débuts de la Ligue nationale de hockey finissant régulièrement dans les meilleurs pointeurs des premières saisons et remportant le tout premier trophée Hart du meilleur joueur de la LNH. Il est également le premier récipiendaire du trophée Lady Byng. Il est membre du Temple de la renommée du hockey depuis 1947.

## Biographie

### Avant la LNH
Nighbor commence sa carrière en accompagnant un de ses amis, Harry Cameron, également natif de Pembroke, pour un match de l'équipe senior de la ville de Port Arthur. L'équipe accepte de l'aligner mais Nighbor est laissé sur le banc de l'équipe. Il doit sa première titularisation à une série de blessures de joueurs de l'équipe. Il marque les esprits en inscrivant six buts pour son premier match avec son équipe.
En 1912, il signe avec la nouvelle franchise de l'Association nationale de hockey : les Blueshirts de Toronto, équipe dirigée par Eddie Livingstone. Pour sa première saison sous ses nouvelles couleurs, il inscrit un total de 25 buts en 17 matchs alors qu'il n'est âgé que de 19 ans. Le soir du 15 février, il va inscrire 6 buts au cours du match les opposant aux Wanderers de Montréal pour la victoire 10-3 de son équipe. Livingstone ne parvient pas à conserver le jeune joueur et il découvre alors une autre ligue majeure d'Amérique du Nord.
Attiré par les frères Patrick, Frank et Lester, il signe pour deux saisons avec les Millionnaires de Vancouver de l'Association de hockey de la Côte du Pacifique. Lors de ses deux saisons, il inscrit 33 buts pour Vancouver et à l'occasion de la seconde saison la PCHA et l'ANH tombent d'accord pour que les meilleures équipes se rencontrent pour jouer la Coupe Stanley. Avec treize victoires en dix-sept matchs, les Millionnaires finissent en tête de la saison et sont alors opposés aux Sénateurs d'Ottawa de l'ANH. Aligné aux côtés de Fred « Cyclone » Taylor et de Mickey MacKay, il terrorise la défense d'Ottawa en inscrivant quatre buts pour un total de dix points en trois rencontres. L'équipe va être la première équipe de l'Ouest du Canada à remporter la Coupe Stanley en inscrivant 26 buts et en encaissant seulement 8.
Il décide de revenir jouer dans l'Est du pays en signant pour ces mêmes Sénateurs le 12 novembre 1915. Il signe donc son retour dans l'ANH et lors de la seconde saison avec les Sénateurs, il finit meilleur pointeur à égalité avec Joe Malone des Bulldogs de Québec. Les deux joueurs vont se faire la course au cours dix-neuf matchs de la saison pour finir finalement à égalité avec 41 points,. Lors du dernier match de la saison, Malone a cinq points d'avance mais Nighbor va inscrire les cinq points pour revenir à hauteur de Malone : il inscrit alors 5 buts pour une victoire 16-1.
À la suite du démantèlement de l'ANH au cours de l'été 1917 et à la création de la Ligue nationale de hockey, il signe une prolongation de contrat avec les Sénateurs en décembre 1917.

### Dans la LNH
Il va jouer au cours des treize saisons qui suivent pour les Sénateurs. Il manque tout de même le début de la saison de son équipe, appelé dans l'Armée du Canada, affecté à la Royal Canadian Air Force. Il n'obtient sa mutation que tard dans la saison et ne joue qu'une dizaine de matchs dans la saison,. L'équipe manque pour sa première saison dans la LNH les séries mais va pouvoir se qualifier lors de la saison suivante. L'équipe est appelée à jouer contre les Canadiens de Montréal mais Nighbor doit quitter ses camarades en raison d'un décès dans sa famille. Il manque ainsi les trois premiers matchs de la série, trois matchs perdus par ses coéquipiers. Son retour pour le quatrième match permet à son équipe de sauver l'honneur mais l'équipe perd tout de même la place pour la finale lors du cinquième match. Finalement, la Coupe n'est pas remise cette année en raison de la grippe « espagnole ».
En 1919-1920, les Sénateurs remportent les deux moitiés de saison et se voient ainsi automatiquement qualifiés pour la finale de la Coupe contre les champions de la PCHA : les Metropolitans de Seattle. Les Sénateurs démarrent bien en gagnant les deux premiers matchs mais ils sont remontés par Seattle pour finalement un dernier match joué à Toronto, la température ne permettant pas de jouer le match à Ottawa.
Nighbor remporte alors sa seconde Coupe Stanley puis sa troisième lors de la saison 1922-1923. Au cours de cette saison, il réalise la performance de jouer six matchs consécutifs sans remplacement et inscrit au minimum un but par match. Au cours de cette saison, King Clancy fait partie de l'équipe et il aide son équipe pour la conquête de la Coupe en jouant à toutes les positions sur la glace au cours d'un match des séries, y compris pour remplacer Clint Benedict puni par deux minutes de pénalité.
Pour la saison 1923-1924, la LNH décide de mettre en place un trophée pour récompenser un joueur : le trophée Hart est créé afin d'honorer le meilleur joueur de la saison selon le vote des journalistes. Alors que l'équipe des Sénateurs perdent en finale de la LNH contre Montréal mais Nighbor est le premier joueur à remporter le trophée Hart. L'année suivante, à l'issue de la saison suivante, il est une nouvelle fois mis en avant en remportant le trophée Lady Byng, deuxième trophée de la LNH. Le trophée est mis en place à l'initiative de la femme du Gouverneur général du Canada, Julian Byng, qui aimait avant tout le beau jeu et assistait à de nombreux matchs des Sénateurs d'Ottawa. Il remporte le trophée Byng deux années consécutives alors que la femme du Gouverneur qui lui apprend alors qu'elle a eu l'idée de mettre en place le trophée en le regardant jouer,. En 1926-1927, il remporte sa dernière Coupe Stanley de sa carrière alors qu'il ne tient plus le haut de l'attaque des Sénateurs, des joueurs comme Cy Denneny inscrivant le plus de buts pour l'équipe.
Le 31 janvier 1930, il quitte les Sénateurs échangé par les dirigeants de l'équipe aux Maple Leafs de Toronto en retour de Danny Cox et d'une somme d'argents. Il joue 22 matchs avec les Maple Leafs au cours de la fin de la saison puis prend la décision de se retirer du jeu.

### Après carrière
Il passe quelque temps derrière le banc d'équipe de ligues mineures. Il devient ainsi entraîneur des Bisons de Buffalo de la Ligue américaine de hockey, équipe qu'il amènera au titre. Par la suite, il est tout mis en avant par le Temple de la renommée du hockey qu'il rejoint en 1947, en tant que joueur de la troisième promotion d'admissions. Les autres joueurs admis cette année sont : Dit Clapper, Aurèle Joliat, Lester Patrick, Eddie Shore et Fred « Cyclone » Taylor. La même année, le Panthéon des sports canadiens est créé et en 1975, Frank Nighbor est admis en son sein. Entre-temps, il est mort en 1966 d'un cancer alors qu'il était hospitalisé depuis quelque temps. L'année de sa mort, il est admis Panthéon des sports d'Ottawa, première année d'existence du Panthéon.

## Statistiques
| Saison     | Équipe                     | Ligue      |     | Saison régulière | Saison régulière | Saison régulière | Saison régulière | Saison régulière |   | Séries éliminatoires | Séries éliminatoires | Séries éliminatoires | Séries éliminatoires | Séries éliminatoires |
| Saison     | Équipe                     | Ligue      | PJ  | B                | A                | Pts              | Pun              | PJ               | B | A                    | Pts                  | Pun                  |                      |                      |
| 1910-1911  | Debaters de Pembroke       | UOVHL      | 6   | 6                | 4                | 10               | 3                | 2                | 6 | 2                    | 8                    | 0                    |                      |                      |
| 1911-1912  | Bearcats de Port Arthur    | NOHL       | 4   | 0                | 0                | 0                | 9                |                  |   |                      |                      |                      |                      |                      |
| 1912-1913  | Blueshirts de Toronto      | ANH        | 19  | 25               | 0                | 25               | 9                |                  |   |                      |                      |                      |                      |                      |
| 1913-1914  | Millionnaires de Vancouver | PCHA       | 11  | 10               | 5                | 15               | 6                |                  |   |                      |                      |                      |                      |                      |
| 1914-1915  | Millionnaires de Vancouver | PCHA       | 17  | 23               | 7                | 30               | 12               | 3                | 4 | 6                    | 10                   | 6                    |                      |                      |
| 1915-1916  | Sénateurs d'Ottawa         | ANH        | 23  | 19               | 5                | 24               | 26               |                  |   |                      |                      |                      |                      |                      |
| 1916-1917  | Sénateurs d'Ottawa         | ANH        | 19  | 41               | 10               | 51               | 24               | 2                | 1 | 1                    | 2                    | 6                    |                      |                      |
| 1917-1918  | Sénateurs d'Ottawa         | LNH        | 10  | 11               | 8                | 19               | 6                |                  |   |                      |                      |                      |                      |                      |
| 1918-1919  | Sénateurs d'Ottawa         | LNH        | 18  | 19               | 9                | 28               | 27               | 2                | 0 | 2                    | 2                    | 3                    |                      |                      |
| 1919-1920  | Sénateurs d'Ottawa         | LNH        | 23  | 26               | 7                | 33               | 18               | 5                | 6 | 1                    | 7                    | 2                    |                      |                      |
| 1920-1921  | Sénateurs d'Ottawa         | LNH        | 24  | 18               | 3                | 21               | 10               | 7                | 1 | 4                    | 5                    | 2                    |                      |                      |
| 1921-1922  | Sénateurs d'Ottawa         | LNH        | 20  | 8                | 8                | 16               | 2                | 2                | 2 | 1                    | 3                    | 4                    |                      |                      |
| 1922-1923  | Sénateurs d'Ottawa         | LNH        | 22  | 11               | 5                | 16               | 16               | 8                | 1 | 2                    | 3                    | 10                   |                      |                      |
| 1923-1924  | Sénateurs d'Ottawa         | LNH        | 20  | 10               | 3                | 13               | 14               | 2                | 0 | 1                    | 1                    | 0                    |                      |                      |
| 1924-1925  | Sénateurs d'Ottawa         | LNH        | 26  | 5                | 2                | 7                | 18               |                  |   |                      |                      |                      |                      |                      |
| 1925-1926  | Sénateurs d'Ottawa         | LNH        | 35  | 12               | 13               | 25               | 40               | 2                | 0 | 0                    | 0                    | 2                    |                      |                      |
| 1926-1927  | Sénateurs d'Ottawa         | LNH        | 38  | 6                | 6                | 12               | 26               | 6                | 1 | 1                    | 2                    | 0                    |                      |                      |
| 1927-1928  | Sénateurs d'Ottawa         | LNH        | 42  | 8                | 5                | 13               | 46               | 2                | 0 | 0                    | 0                    | 2                    |                      |                      |
| 1928-1929  | Sénateurs d'Ottawa         | LNH        | 30  | 1                | 4                | 5                | 22               |                  |   |                      |                      |                      |                      |                      |
| 1929-1930  | Sénateurs d'Ottawa         | LNH        | 19  | 0                | 0                | 0                | 0                |                  |   |                      |                      |                      |                      |                      |
| 1929-1930  | Maple Leafs de Toronto     | LNH        | 22  | 2                | 0                | 2                | 0                |                  |   |                      |                      |                      |                      |                      |
| Totaux LNH | Totaux LNH                 | Totaux LNH | 349 | 139              | 98               | 237              | 242              | 20               | 4 | 9                    | 13                   | 13                   |                      |                      |